# کارست

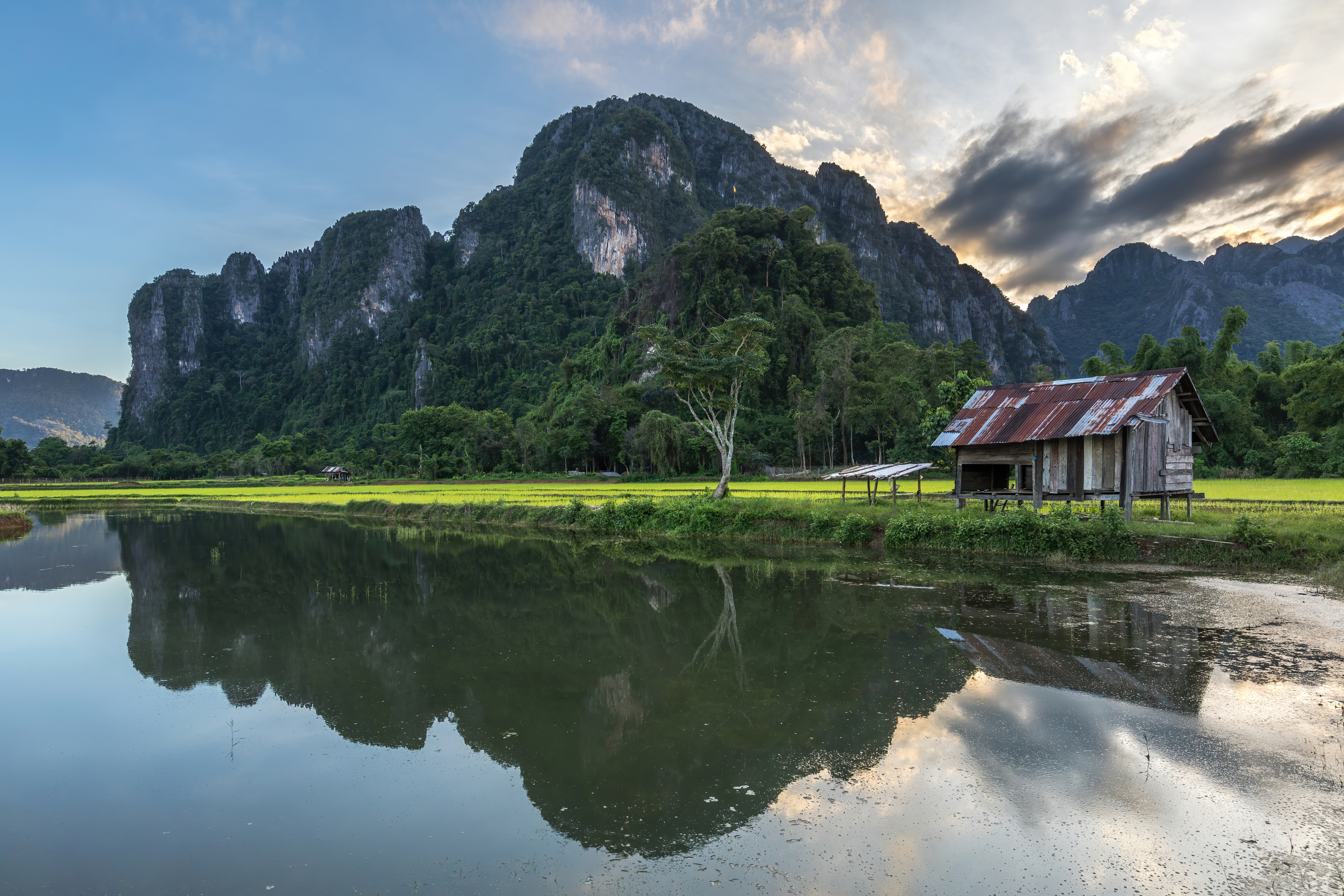
نگاره‌ای از انعکاس آب از کوه‌های کارستی، کُلبه‌ای چوبی، درختان سبز و شالیزاری در هنگام غروب آفتاب. این مکان در حومهٔ وانگ وینگ، استان وینتیان، لائوس واقع شده‌است.

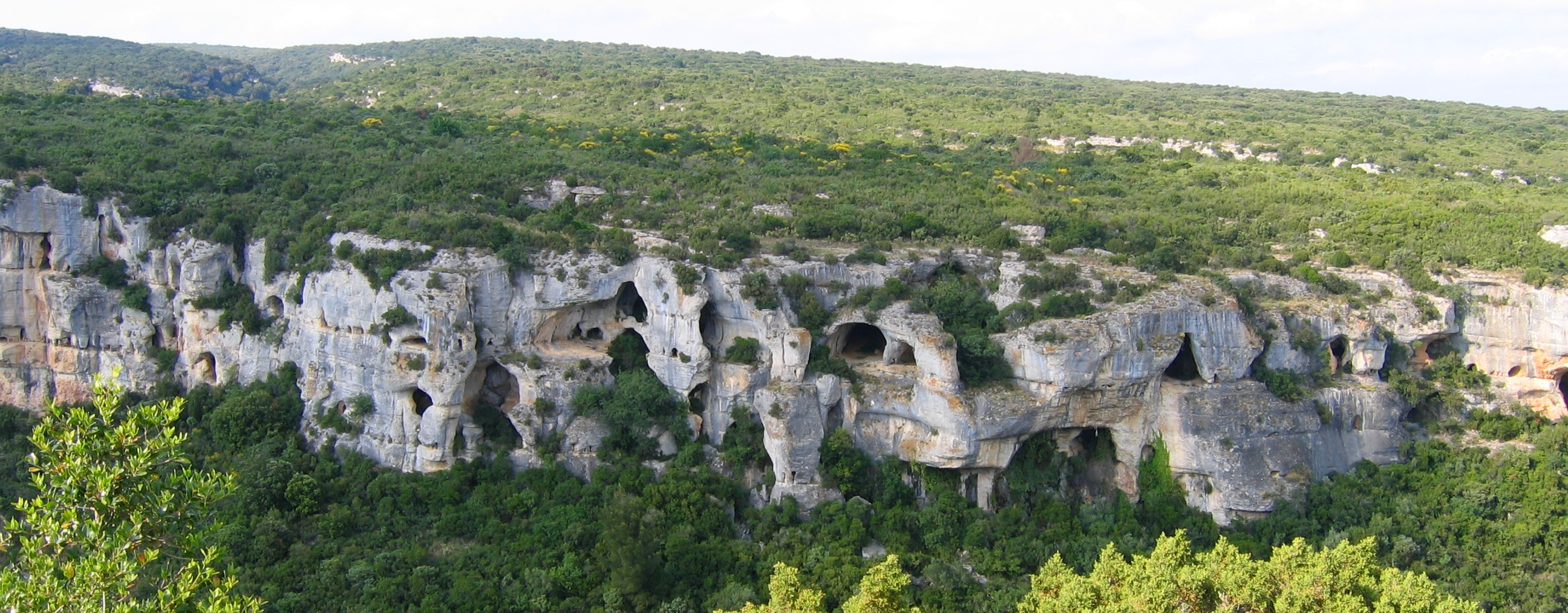
یک سیمای کارستی در فرانسه.

کارست (به انگلیسی: Karst) پدیده خوردگی و انحلال توده‌سنگ‌های کربناته از قبیل آهک، سنگ گچ و دولومیت) است. این پدیده در سایر سنگ‌های انحلال‌پذیر مانند سنگ‌های سولفاته و کلروره نیز اتفاق می‌افتد. کارست در سنگ‌های آواری هم دیده می‌شود. برای مثال ماسه‌سنگ‌ها و کنگلومراهای دارای سیمان کربناته یا سولفاته تحت تأثیر انحلال کارستی خواهند شد

## پیدایش
کارست پدیده‌ای در پوسته زمین است که آثار آن به صورت اشکال مختلف از قبیل حفره‌ها و غارها، در سطح و در زیر سطح وجود دارد. علت ایجاد آن به وجود شکستگی‌ها و قابلیت انحلال توده‌سنگ مربوط می‌شود که در نتیجه آن یک سیستم آب زیرزمینی می‌تواند شکل بگیرد؛ بنابراین شکل‌گیری یک سیمای کارستی در گرو وجود دو عامل است:
- توده سنگ قابلیت انحلال داشته باشد
- زمینه تشکیل یک سیستم جریان آب زیرزمینی فراهم گردد.

تقریباً ۲۷٪ پوسته زمین از کارست تشکیل شده‌است.